# Sankt Veit in der Südsteiermark
Sankt Veit in der Südsteiermark este o localitate din landul Stiria, Austria.

## Personalități
- Peter Solderer (1690–1741), primar al Timișoarei